# Грайфсвальдская гавань
«Грайфсвальдская гавань» (нем. Greifswalder Hafen) — картина в стиле романтизма немецкого художника Каспара Давида Фридриха, написана между 1818 и 1820 годами и представляет собой живопись маслом на холсте размером 94×74 см. В настоящее время хранится в Старой национальной галерее в Берлине.

## Описание
На картине изображена Грайфсвальдская гавань в том месте, где река Рикк впадает в Грайфсвальдский залив. В центре полотна изображён двухмачтовый парусник, который представляет собой своего рода главного героя всей композиции картины. Реи мачт парусника образуют треугольную схему и перекрестный мотив, который часто встречается в работах художника. Небольшие лодки движутся при слабом ветре, а фигуры людей на переднем плане оживляют сцену. На заднем плане видны силуэты башен города Грайфсвальд. Вертикально ориентированная композиция картины, выступающая далеко в небо, вечерний тёплый свет и туманная глубина горизонта пейзажа, символизирует спокойную человеческую жизнь в мирное время перед лицом безмерного неба. Несмотря на точное воспроизведение местных условий, изображение не имеет ничего похожего на жанровый характер ведуты. В 1974 году инфракрасная фотография показала, что три фигуры людей и маленькая лодка в передней левой части были добавлены позднее. Вероятно, они не были написаны автором, но были вставлены владельцем картины. Вернер Гофман, тогдашний директор кунстхалле в Гамбурге, написал в каталоге, посвящённом выставке картины в музее в 1974—1975 годах: «Содержание изображённой Фридрихом гавани исключает жёсткий аллегорический смысл, но не исключает возможности того, что в нём резонируют многослойные ассоциации в переносном смысле, такие как безопасность, мир и конец жизни».

## Провенанс
Первым владельцем картины была неизвестная по имени жена нотариуса Кирхофа из Грайфсвальда, а затем владельцем полотна был контр-адмирал Д. Кирхоф из Варнемюнде. В 1919 году картина поступила в собрание Берлинской национальной галереи и с тех пор имеет инвентарный номер A II 356, NG 1317.
Точное датирование изображения затруднено, данные варьируются от 1807 до 1825 года. В 1970-х годах датирование до 1820 года получило широкое признание. Гельмут Бёрш-Зупан датировал работу между 1818 и 1825 годами из-за рисунка от 1818 года кисти автора, на котором также в центре изображено парусное судно. Но тот же Бёрш-Зупан усомнился в авторстве Фридриха и исключил полотно из своего каталога, с чем, однако, категорически не согласились другие эксперты.